# اختلال‌های هیجانی و رفتاری
اختلال‌های هیجانی و رفتاری یا اختلال‌های رفتاری و هیجانی (به انگلیسی: Emotional and behavioral disorders) (و یا به اختصار EBD) نام گروهی از اختلالات است که عموماً در نظام‌های آموزشی برای دسته‌بندی مشکلات یافته شده در کودکان و نوجوانان مورد بررسی، یادکرد و درمان قرار می‌گیرند. به دلیل این‌که مولفه‌های بسیاری ممکن است دخیل در بروز علائم این اختلالات باشند، هم تعریف عامی، و هم تشخیص تخصصی آن‌ها ممکن است مورد بحث و مناقشه باشد.

## تعریف
تعریفی روشن و پذیرفته شده در مورد اختلالات رفتاری یا هیجانی به دلایل متعدد وجود ندارد.
اول، اختلال رفتاری یک ساختار اجتماعی است.
دوم، نظریه‌های مختلف اختلالات هیجانی از مفاهیم و اصطلاحاتی استفاده می‌کنند که معنی یک تعریف را از تعریف دیگری چندان متمایز نمی‌کند.
سوم، هنجارها و انتظارات رفتاری در میان گروه‌های قومی و فرهنگی به میزان فراوانی متفاوت است.
در نهایت اختلالات رفتاری یا هیجانی  گاهی با دیگر ناتوانی‌ها بروز پیدا می‌کنند و درنتیجه مشکل می‌توان دریافت که کدام شرایط علت یا معلوم شرایط دیگر است.
اختلال رفتاری معمولا به این معناست که کودک برای دیگران مشکل می‌آفریند.
تعریف دولت فدرال آمریکا از کودکانی که ناتوانی‌های شدید هیجانی دارند، چنین است: عارضه‌ای که یک یا چند ویژگی زیر را به مدت طولانی و به مقدار زیاد دارد و موجب اختلال در تحصیل کودک می‌شود:
- ناتوانی در یادگیری بدون علت‌های هوشی، حسی، یا جسمی
- ناتوانی در ایجاد یا حفظ رابطه رضایت‌بخش با همسالان و معلمان خود
- رفتارها یا احساسات غیر عادی تحت شرایط عادی
- غم یا افسردگی فراگیر و دائم
- ایجاد نشانه‌های فیزیکی یا ترس‌های مختلف و مربوط به مشکلات شخصی و تحصیلی

## ویژگی‌های کودکان دارای اختلال‌های رفتاری و هیجانی
اساسا این کودکان از طریق رفتار‌هایی برونی‌سازی شده یا درونی‌سازی شده شناسایی می‌شوند، که بسیار فراتر از هنجارهای سنتی و فرهنگی، قرار می‌گیرند.
- رفتارهای برونی‌سازی شده

رایج‌ترین الگوی رفتاری کودکان دارای اختلالات هیجانی یا رفتاری، شامل رفتارهای ضداجتماعی، یا برونی‌سازی شده است. در کلاس درس، رفتارهای برونی‌سازی شده اغلب شامل موارد پرتکرار زیر است:
(بیرون آمدن صندلی)، (فریاد زدن، بلند حرف زدن و فحش دادن)، (ایجاد مزاحمت برای همسالان)، (دعوا کردن و زدن)، 
(نادیده گرفتن معلم)، (اعتراض کردن)، (جروبحث‌های زیاد)، (دزدی)، (دروغ گفتن)، (تخریب وسایل دیگران)، (بدخلقی)، (ناسازگاری)
- رفتارهای درونی‌سازی شده

برخی از کودکان دارای اختلالات هیجانی رفتاری، همه نوع رفتاری از خود بروز می‌دهند، الا پرخاشگری. مشکل آن‌ها ارتباط اجتماعی بسیار پایین با دیگران است.
اگرچه کودکانی که به‌صورت مداوم رفتارهای نابالغ و گوشه‌گیرانه دارند، تهدیدات کودکان ضداجتماعی را برای دیگران ایجاد نمی‌کنند اما رفتار آن‌ها یک منع جدی در برابر رشدشان ایجاد می‌کند.
این کودکان به ندرت با همسالان خود بازی می‌کنند و فاقد مهارت‌های اجتماعی لازم برای دوست‌یابی و تفریح هستند. آن‌ها غالبا به رویاپردازی و توهم‌اندیشی روی می‌آورند. برخی از آنها بدون دلیل از چیزهای خاص می‌ترسند و همیشه از مریض بودن و آسیب دیدن گلایه دارند و در افسردگی‌های عمیق فرو می‌روند.

## انواع رویکردها
پنج رویکردی که در اختلالات هیجانی و رفتاری در نظر گرفته شده‌اند عبارت‌اند از:
- زیست‌فیزیکی
- روان‌پویشی
- رفتاری
- شناختی
- بوم‌شناختی